# Southern Illinois Airport

i7
i11
i13
Der Southern Illinois Airport (IATA-Code: MDH, ICAO-Code: KMDH) ist ein Flughafen im Jackson County im Süden des US-amerikanischen Bundesstaates Illinois. Er liegt 8 km nordwestlich von Carbondale und 8,3 km östlich von Murphysboro, dem Verwaltungssitz des Jackson County. Der Flughafen befindet sich in Besitz der Southern Illinois Airport Authority, einem Gemeinschaftsunternehmen der Städte Carbondale und Murphysboro sowie des Jackson County. Der Flughafen wird für die Allgemeine Luftfahrt im südlichen Illinois genutzt.

## Lage
Der Southern Illinois Airport liegt direkt am südlichen Ufer des Big Muddy River. Erreicht werden kann der Flughafen über den U.S. Highway 51 und die Illinois State Route 13.

## Ausstattung
Der Southern Illinois Airport hat eine Gesamtfläche von rund 340 Hektar. Er verfügt über drei Landebahnen mit Asphaltbelag und ist ganzjährig täglich von 7:00 Uhr bis 21:00 Uhr geöffnet.

## Flugzeuge
Auf dem Flughafen sind insgesamt 87 Flugzeuge stationiert. Davon sind 75 einmotorige, acht mehrmotorige Propellermaschinen, ein Düsenjet, zwei Hubschrauber sowie ein Ultraleichtflugzeug. Es gibt täglich 213 Flugbewegungen.